# Maleevus disparoserratus
Maleevus disparoserratus (Maleev, 1952) è un dinosauro anchilosauride, noto solo da ossa della mandibola e dalla base di un cranio incompleto, scoperto in Mongolia nel 1952 dal paleontologo sovietico Evgenii Aleksandrovich Maleev.

## Etimologia
Il nome del genere, Maleevus, fu assegnato nel 1987 dalla paleontologa sovietica Tumanova in onore di Maleev.

## Descrizione
I frammenti furono scoperti nel 1952 dal paleontologo sovietico Evgenii Aleksandrovich Maleev a Baynshirenskaya Svita, Shireegiin Gashuun, Omnogov, in Mongolia. Consistono di parte della mandibola inferiore e della base di un cranio incompleto.
Dal confronto con altri fossili simili, si ritiene che Maleevus fosse lungo circa sei metri. I resti fossili sono stati datati a circa 90 milioni di anni fa, quindi allo stadio Turoniano del Cretaceo superiore.
I frammenti di ossa scoperti in Mongolia sono così simili ai resti fossili di un altro anchilosauro mongolo, Talarurus, che alcuni studiosi ritengono che Maleevus sia classificabile come specie appartenente al genere Talarurus.
Secondo Kurzanov e Tumanova, (1978), Tumanova, (1987), Maleevus si differenzia da Talarurus in vari dettagli e nelle proporzioni della base del cranio e ritennero queste differenze sufficienti a definire un genere separato, pur notando somiglianze nel cranio con Talarurus.